# クルノン＝ドーヴェルニュ
クルノン＝ドーヴェルニュ （Cournon-d'Auvergne）は、フランス、オーヴェルニュ＝ローヌ＝アルプ地域圏、ピュイ＝ド＝ドーム県のコミューン。

## 地理
コミューンはクレルモン＝フェランに隣接する。人口は県第2位であり、地域圏内第5位である。直線距離ではクレルモン＝フェランの南東9.6km、ティエールの南南西30.1kmである。

## 歴史
1777年頃のカッシーニ地図、エタ・マジョール地図においては、Cournonと地名が記されている。
町の中心部は明らかにワイン用ブドウ栽培が特徴である。非常に傾斜が急な場所は18世紀に要塞化され、一部の遺構が保存されている。ロマネスク様式のサン・マルタン教会も見られる。

## 人口統計
| 1962年 | 1968年 | 1975年 | 1982年 | 1990年 | 1999年 | 2006年 | 2012年 |
| ------ | ------ | ------ | ------ | ------ | ------ | ------ | ------ |
| 3135   | 5587   | 12583  | 16949  | 19156  | 18866  | 18356  | 19223  |

source=1999年までLdh/EHESS/Cassini、2004年以降INSEE

## 姉妹都市
- リヒテンフェルス、ドイツ[7]
- アリッチャ、イタリア[7]